# Brooke Foss Westcott
Brooke Foss Westcott (12 de enero de 1825 - 27 de julio de 1901) clérigo y erudito inglés. Desde 1870 a 1890 fue profesor de Divinidad en Cambridge. Con Fenton John Anthony Hort, publicó El Nuevo testamento en Griego Original (2 vol., 1881). Desde 1890 hasta su muerte fue Obispo de Durham. Se ha hecho conocido por sus muchos comentarios sobre la Biblia. Fue un entusiasta partidario del Imperio Británico.

## Biografía
Nació en Birmingham. Su padre, Frederick Brooke Westcott, era botánico. Westcott fue educado en King Edward VI School, Birmingham, bajo James Prince Lee, donde se hizo amigo de Joseph Barber Lightfoot, más tarde obispo de Durham. La época de la infancia de Westcott fue de efervescencia política en Birmingham y entre sus primeros recuerdos está el de Thomas Attwood dirigiendo una gran procesión de hombres a una reunión de la Birmingham Political Union en 1831. Pocos años después, el cartismo provocó graves disturbios en Birmingham y, muchos años después, Westcott se referiría a la profunda impresión que le habían causado las experiencias de aquella época.
En 1844, Westcott ingresó en el Trinity College, Cambridge, donde fue invitado a unirse a los Apóstoles de Cambridge. Se convirtió en académico en 1846, ganó una medalla Browne por una oda en griego en 1846 y 1847, y el Premio de los Miembros por un ensayo en latín en 1847 y 1849. Se licenció en enero de 1848, obteniendo dos primeros puestos. En matemáticas, fue el vigésimo cuarto wrangler, siendo Isaac Todhunter senior. En clásicas, fue senior, quedando entre corchetes con Charles Broderick Scott, posteriormente director de la Westminster School.

## Trayectoria
Después de obtener su título, Westcott permaneció en residencia en Trinity. En 1849, obtuvo su fellowship; y en el mismo año, fue nombrado diácono por su antiguo director, James Prince Lee, el entonces Obispo de Manchester. En 1851 fue ordenado y se convirtió en maestro asistente en Harrow School. Además de estudiar, Westcott tomó alumnos en Cambridge; entre sus compañeros de lectura se encontraban su amigo de la escuela Lightfoot y otros dos hombres que se convirtieron en sus amigos de toda la vida, Edward White Benson y Fenton Hort. La amistad con Lightfoot y Hort influyó en su vida y obra futuras.
Dedicó mucha atención a los estudios filosóficos, patrísticos e históricos, pero su principal interés se centró en el trabajo sobre el Nuevo Testamento. En 1851 publicó su ensayo para el premio Norrisian con el título Elementos de la armonía evangélica. El Premio Norrisiano de teología de la Universidad de Cambridge fue establecido en 1781 por el testamento de John Norris Esq de Whitton, Norfolk para el mejor ensayo de un candidato de entre veinte y treinta años sobre un tema teológico.
Compaginó sus obligaciones escolares con sus investigaciones teológicas y sus escritos literarios. Trabajó en Harrow durante casi veinte años bajo las órdenes de Charles Vaughan y Henry Montagu Butler, pero nunca se le dio bien mantener la disciplina entre grandes números.
Entre 1870 y 1881, Westcott también estuvo continuamente ocupado en la crítica textual para una edición del Nuevo Testamento y, simultáneamente, en la preparación de un nuevo texto junto con Hort. Los años en que Westcott, Lightfoot y Hort pudieron así reunirse con frecuencia y naturalmente para la discusión del trabajo en el que los tres estaban tan profundamente absortos, formaron un período feliz y privilegiado en sus vidas. En el año 1881, apareció el famoso Texto de Westcott y Hort del Nuevo Testamento, en el que habían invertido casi treinta años de incesante trabajo.
En 1883, Westcott fue elegido para una cátedra en King's. Poco después, habiendo renunciado previamente a su canonjía en Peterborough, fue nombrado por la corona canónigo en Westminster Abbey, y aceptó el cargo de capellán examinador del arzobispo Benson. Su pequeña edición del Paragraph Psalter (1879), preparada para el uso de coros, y sus conferencias sobre el Credo de los Apóstoles, tituladas Historic Faith (1883), son reminiscencias de sus vacaciones en Peterborough. Ejerció su canonjía en Westminster junto con la cátedra regius. La tensión del trabajo conjunto era muy pesada, y la intensidad del interés y el estudio que puso en su participación en los trabajos de la Comisión de Tribunales Eclesiásticos, de la que había sido nombrado miembro, aumentó su carga.
Predicar en la abadía de Westminster le dio la oportunidad de tratar cuestiones sociales. Sus sermones solían ser parte de una serie, y a este periodo pertenecen los volúmenes Christus Consummator (1886) y Social Aspects of Christianity (1887).La presidencia de Westcott de la Christian Social Union a partir de 1889 contribuyó en gran medida a que los feligreses respetables de la corriente dominante reclamaran justicia para los pobres y los desempleados frente a las políticas económicas de laissez-faire predominantes. 
En marzo de 1890, fue nombrado para seguir los pasos de su querido amigo Lightfoot, que había fallecido en diciembre de 1889. Su elección fue confirmada por Robert Crosthwaite, obispo de Beverley (actuando como comisionado del arzobispo de York) el 30 de abril en York Minster y fue consagrado el 1 de mayo en la abadía de Westminster por William Thompson, arzobispo de York, siendo Hort el predicador, y entronizado en la catedral de Durham el 15 de mayo.
Contrariamente a su reputación de recluso y místico, se interesó de forma práctica por la población minera de Durham y por las industrias navieras y artesanales de Sunderland y Gateshead. En alguna ocasión, en 1892, consiguió llevar a una solución pacífica una larga y amarga huelga que había dividido a los patrones y a los hombres de las minas de carbón de Durham.
Westcott participó en el nombramiento de la primera diaconisa, lo cual era novedoso, pero subrayaba la propuesta de crear mujeres diáconos, tal como imaginaba su predecesor y como defendía Emily Marshall, que aspiraba a que las mujeres sirvieran en pie de igualdad en la iglesia anglicana.
Se le ha descrito como un socialista cristiano y fue un firme defensor del movimiento cooperativo. Fue prácticamente el fundador de la Unión Social Cristiana. Insistió continuamente en la necesidad de promover la causa de las misiones extranjeras; cuatro de sus hijos fueron a realizar trabajos misioneros para la Iglesia en la India.
Fue enérgico hasta el final, pero durante los dos o tres últimos años de su vida envejeció considerablemente. Su esposa murió repentinamente en mayo de 1901, y él dedicó a su memoria su último libro, Lecciones del trabajo (1901). El 20 de julio predicó un sermón de despedida a los mineros en la catedral de Durham, en su festival anual. Luego sobrevino una corta, repentina y fatal enfermedad. Fue enterrado en la capilla del castillo de Auckland.

## Obras
- Elements of the Gospel Harmony (1851)
- History of the Canon of First Four Centuries (1853)
- Characteristics of Gospel Miracles (1859)
- Introduction to the Study of the Gospels (1860)
- The Bible in the Church (1864)
- The Gospel of the Resurrection (1866)
- Christian Life Manifold and One (1869)
- Some Points in the Religious Life of the Universities (1873)
- Paragraph Psalter for the Use of Chotrs (1879)
- Commentary on the Gospel of St John (1881)
- Commentary on the Epistles of St John (1883)
- Revelation of the Risen Lord (1882)
- Revelation of the Father (1884)
- Some Thoughts from the Ordinal (1884)
- Christus Consummator (1886)
- Social Aspects of Christianity (1887)
- The Victory of the Cross: Sermons in Holy Week (1888)
- Commentary on the Epistle to the Hebrews (1889)
- From Strength to Strength (1890)
- Gospel of Life (1892)
- The Incarnation and Common Life (1893)
- Some Lessons of the Revised Version of the New Testament (1897)
- Christian Aspects of Life (1897)
- Lessons from Work (1901)